# Blood Like Lemonade
Blood Like Lemonade é o sétimo álbum da banda britânica Morcheeba, lançado em 7 de junho de 2010 no Reino Unido. O álbum marca o retorno da antiga vocalista Skye Edwards, que deixou a banda em 2003. O primeio single lançado foi “Even Though”. O produtor do álbum Paul Godfrey disse que “este é o álbum que deveríamos ter feito após Big Calm, mas tivemos que percorrer caminhos incertos e traiçoeiros para voltar ao nosso habitat natural”. 
A banda embarcou em uma turnê pelo Reino Unido, Europa e Estados Unidos para promover o álbum no outono de 2010. Em março de 2011 eles passaram pela América do Sul, incluindo o Brasil.

## Faixas
1. "Crimson" – 5:10
2. "Even Though" – 4:18
3. "Blood Like Lemonade" – 4:51
4. "Mandala" – 2:39
5. "I Am the Spring" – 3:26
6. "Recipe for Disaster" – 5:19
7. "Easier Said Than Done" – 3:41
8. "Cut to the Chase" – 4:18
9. "Self-Made Man" – 5:09
10. "Beat of the Drum" – 6:09
11. "Straight Ahead" - 3:26 (iTunes Bonus Track)

## Singles
- "Even Though"
- "Blood Like Lemonade"